# Hayato Hirose
Hayato Hirose (広瀬 勇人, Hirose Hayato), né en 1974 à Tokyo, est un compositeur et chef d'orchestre japonais.

## Biographie
Hayato Hirose a commencé à composer à l'âge de vingt ans, il  a reçu de nombreux prix et distinctions. Parmi ceux-ci le  concours des jeunes compositeurs de la Société internationale pour la musique contemporaine (SIMC), (département japonais), le concours international de Tokyo (musique de chambre  et composition) et le concours KYOEN .
Il a également reçu des commandes de plusieurs pays dont le Japon, les  États-Unis, le Canada, l'Allemagne, la France et les Pays-Bas.
Hayato Hirose a été vice-chef d'orchestre du Grand Marlborough Symphony Orchestra, a participé  à l’orchestre du Conservatoire de Boston et été  directeur musical du Chœur de Boston (un chœur mixte international). Hirose a terminé ses études supérieures au Conservatoire de Boston et ses études professionnelles au Conservatoire Shobi de Tokyo. Il étudie actuellement à l'Institut Lemmens en Belgique avec le compositeur Jan Van der Roost ainsi que d'autres professeurs de composition comme Andy Vores, John Clement Adams et Yoriaki Matsudaira. Pour la direction d’orchestre, il a étudié entre autres avec Peter Cokkinias et pour le cor d'harmonie avec Hiroshi Yamagishi.
Hayato Hirose  est membre de la Société nationale des compositeurs des États-Unis (NACUSA).